# 1968年のMLBエクスパンションドラフト
1968年のMLBエクスパンションドラフト（1968 MLB Expansion Draft）は、1969年からモントリオール・エクスポズとサンディエゴ・パドレスがナショナルリーグ、カンザスシティ・ロイヤルズとシアトル・パイロッツがアメリカンリーグに加入するのに伴い行われたMLBのエクスパンション・ドラフトである。

## ドラフト結果

### ナショナルリーグ
| サンディエゴ・パドレス | サンディエゴ・パドレス | サンディエゴ・パドレス         | モントリオール・エクスポズ | モントリオール・エクスポズ | モントリオール・エクスポズ     |
| ---------------------- | ---------------------- | ------------------------------ | -------------------------- | -------------------------- | ------------------------------ |
| 順位                   | 選手                   | 前所属球団                     | 順位                       | 選手                       | 前所属球団                     |
| 1                      | オリー・ブラウン       | サンフランシスコ・ジャイアンツ | 2                          | マニー・モタ               | ピッツバーグ・パイレーツ       |
| 3                      | デーブ・ジュスティ     | セントルイス・カージナルス     | 4                          | マック・ジョーンズ         | シンシナティ・レッズ           |
| 5                      | ディック・セルマ       | ニューヨーク・メッツ           | 6                          | ジョン・ベイトマン         | ヒューストン・アストロズ       |
| 7                      | アル・サントリーニ     | アトランタ・ブレーブス         | 8                          | ゲイリー・サザーランド     | フィラデルフィア・フィリーズ   |
| 9                      | ホセ・アルシア         | シカゴ・カブス                 | 10                         | ジャック・ビリンガム       | ロサンゼルス・ドジャース       |
| 12                     | クレイ・カービー       | セントルイス・カージナルス     | 11                         | ドン・クレンデノン         | ピッツバーグ・パイレーツ       |
| 14                     | フレッド・ケンドール   | シンシナティ・レッズ           | 13                         | ヘスス・アルー             | サンフランシスコ・ジャイアンツ |
| 16                     | ジェリー・モラレス     | ニューヨーク・メッツ           | 15                         | マイク・ウェグナー         | フィラデルフィア・フィリーズ   |
| 18                     | ネイト・コルバート     | ヒューストン・アストロズ       | 17                         | スキップ・グイン           | アトランタ・ブレーブス         |
| 20                     | ソイロ・ベルサイエス   | ロサンゼルス・ドジャース       | 19                         | ビル・ストーンマン         | シカゴ・カブス                 |
| 22                     | フランク・リバーガー   | シカゴ・カブス                 | 21                         | モーリー・ウィルス         | ピッツバーグ・パイレーツ       |
| 24                     | ジェリー・ダバノン     | セントルイス・カージナルス     | 23                         | ボビー・ワイン             | フィラデルフィア・フィリーズ   |
| 26                     | ラリー・スタル         | ニューヨーク・メッツ           | 25                         | ボブ・レイノルズ           | サンフランシスコ・ジャイアンツ |
| 28                     | ディック・ケリー       | アトランタ・ブレーブス         | 27                         | ダン・マジン               | シンシナティ・レッズ           |
| 30                     | アル・フェラーラ       | ロサンゼルス・ドジャース       | 29                         | ホセ・ヘレーラ             | ヒューストン・アストロズ       |
| 31                     | マイク・コーキンス     | サンフランシスコ・ジャイアンツ | 32                         | ジミー・ウィリアムズ       | シンシナティ・レッズ           |
| 33                     | トム・デュークス       | ヒューストン・アストロズ       | 34                         | レミー・ハーモソ           | アトランタ・ブレーブス         |
| 35                     | リック・ジェームス     | シカゴ・カブス                 | 36                         | グラント・ジャクソン       | ロサンゼルス・ドジャース       |
| 37                     | トニー・ゴンザレス     | フィラデルフィア・フィリーズ   | 38                         | ジェリー・ロバートソン     | セントルイス・カージナルス     |
| 39                     | デーブ・ロバーツ       | ピッツバーグ・パイレーツ       | 40                         | ドン・ショウ               | ニューヨーク・メッツ           |
| 42                     | イバン・モレル         | ヒューストン・アストロズ       | 41                         | タイ・クライン             | サンフランシスコ・ジャイアンツ |
| 44                     | ジム・ウィリアムズ     | ロサンゼルス・ドジャース       | 43                         | ゲーリー・ジェスタッド     | シカゴ・カブス                 |
| 46                     | ビリー・マックール     | シンシナティ・レッズ           | 45                         | カール・モートン           | アトランタ・ブレーブス         |
| 48                     | ロベルト・ペーニャ     | フィラデルフィア・フィリーズ   | 47                         | ラリー・ジャスター         | セントルイス・カージナルス     |
| 50                     | アル・マクビーン       | ピッツバーグ・パイレーツ       | 49                         | アーニー・マカナリー       | ニューヨーク・メッツ           |
| 51                     | ラファエル・ロブレス   | サンフランシスコ・ジャイアンツ | 52                         | ジム・フェアレー           | ロサンゼルス・ドジャース       |
| 53                     | Fred Katawczik         | シンシナティ・レッズ           | 54                         | ココ・ラボイ               | セントルイス・カージナルス     |
| 55                     | ロン・スローカム       | ピッツバーグ・パイレーツ       | 56                         | ジョン・ボッカベーヤ       | シカゴ・カブス                 |
| 57                     | スティーブ・アーリン   | フィラデルフィア・フィリーズ   | 58                         | ロン・ブランド             | ヒューストン・アストロズ       |
| 59                     | シト・ガストン         | アトランタ・ブレーブス         | 60                         | ジョン・グラス             | ニューヨーク・メッツ           |

### アメリカンリーグ
| カンザスシティ・ロイヤルズ | カンザスシティ・ロイヤルズ | カンザスシティ・ロイヤルズ     | シアトル・パイロッツ | シアトル・パイロッツ       | シアトル・パイロッツ           |
| -------------------------- | -------------------------- | ------------------------------ | -------------------- | -------------------------- | ------------------------------ |
| 順位                       | 選手                       | 前所属球団                     | 順位                 | 選手                       | 前所属球団                     |
| 1                          | ロジャー・ネルソン         | ボルチモア・オリオールズ       | 2                    | ドン・ミンチャー           | カリフォルニア・エンゼルス     |
| 4                          | ジョー・フォイ             | ボストン・レッドソックス       | 3                    | トミー・ハーパー           | クリーブランド・インディアンス |
| 6                          | ジム・ルッカー             | ニューヨーク・ヤンキース       | 5                    | レイ・オイラー             | デトロイト・タイガース         |
| 8                          | ジョー・キーオ             | オークランド・アスレチックス   | 7                    | ジェリー・マクナーニー     | シカゴ・ホワイトソックス       |
| 10                         | スティーブ・ジョーンズ     | ワシントン・セネタース         | 9                    | バズ・ステファン           | ミネソタ・ツインズ             |
| 12                         | ジョン・ウォーデン         | デトロイト・タイガース         | 11                   | チコ・サーモン             | クリーブランド・インディアンス |
| 13                         | エリー・ロドリゲス         | ニューヨーク・ヤンキース       | 14                   | ディエゴ・セギー           | オークランド・アスレチックス   |
| 15                         | デーブ・モアヘッド         | ボストン・レッドソックス       | 16                   | トミー・デービス           | シカゴ・ホワイトソックス       |
| 17                         | マイク・フィオーレ         | ボルチモア・オリオールズ       | 18                   | マーティー・パッティン     | カリフォルニア・エンゼルス     |
| 19                         | ボブ・オリバー             | ミネソタ・ツインズ             | 20                   | ジェリー・ショーン         | ワシントン・セネタース         |
| 22                         | ビル・バトラー             | デトロイト・タイガース         | 21                   | ゲイリー・ベル             | ボストン・レッドソックス       |
| 23                         | スティーブ・ウィスラー     | ニューヨーク・ヤンキース       | 24                   | ジャック・エイカー         | オークランド・アスレチックス   |
| 25                         | ウォーリー・バンカー       | ボルチモア・オリオールズ       | 26                   | リッチ・ロリンズ           | ミネソタ・ツインズ             |
| 27                         | ポール・シャール           | カリフォルニア・エンゼルス     | 28                   | ルー・ピネラ               | クリーブランド・インディアンス |
| 29                         | ダン・ヘインズ             | シカゴ・ホワイトソックス       | 30                   | ディック・ベイツ           | ワシントン・セネタース         |
| 31                         | ディック・ドラゴ           | デトロイト・タイガース         | 32                   | ラリー・ヘイニー           | ボルチモア・オリオールズ       |
| 34                         | パット・ケリー             | ミネソタ・ツインズ             | 33                   | ディック・ベイニー         | ボストン・レッドソックス       |
| 36                         | ビリー・ハリス             | クリーブランド・インディアンス | 35                   | スティーブ・ホブリー       | カリフォルニア・エンゼルス     |
| 38                         | ドン・オリレー             | オークランド・アスレチックス   | 37                   | スティーブ・バーバー       | ニューヨーク・ヤンキース       |
| 40                         | アル・フィッツモリス       | シカゴ・ホワイトソックス       | 39                   | ジョン・ミクロス           | ワシントン・セネタース         |
| 42                         | モー・ドラボウスキー       | ボルチモア・オリオールズ       | 41                   | ウェイン・カマー           | デトロイト・タイガース         |
| 43                         | ジャッキー・ヘルナンデス   | ミネソタ・ツインズ             | 44                   | バッキー・ブランドン       | ボストン・レッドソックス       |
| 45                         | マイク・ヘドランド         | クリーブランド・インディアンス | 46                   | スキップ・ロックウッド     | クリーブランド・インディアンス |
| 47                         | トム・バーグマイアー       | カリフォルニア・エンゼルス     | 48                   | ゲイリー・ティンバーレイク | ニューヨーク・ヤンキース       |
| 49                         | ホイト・ウィルヘルム       | シカゴ・ホワイトソックス       | 50                   | ボブ・リッチモンド         | ワシントン・セネタース         |
| 51                         | ジェリー・エイデアー       | ボストン・レッドソックス       | 52                   | ジョン・モリス             | ボルチモア・オリオールズ       |
| 54                         | ジェリー・クラム           | ミネソタ・ツインズ             | 53                   | マイク・マーシャル         | デトロイト・タイガース         |
| 56                         | フラン・ヒーリー           | クリーブランド・インディアンス | 55                   | ジム・ガスガー             | オークランド・アスレチックス   |
| 58                         | スコット・ノーディー       | シカゴ・ホワイトソックス       | 57                   | マイク・フェラーロ         | ニューヨーク・ヤンキース       |
| 60                         | アイク・ブルッケンズ       | ワシントン・セネタース         | 59                   | ポール・クリック           | カリフォルニア・エンゼルス     |